# Westleigh, New South Wales
Westleigh este o suburbie în Sydney, Australia.